# Buffalo Bills 2004
La stagione 2004 dei Buffalo Bills è stata la 35ª della franchigia nella National Football League, la 45ª incluse quelle nell'American Football League. Nella prima stagione sotto la direzione del capo-allenatore Mike Mularkey la squadra ebbe un record di 9 vittorie e 7 sconfitte, piazzandosi terza nella AFC East e mancando i playoff per il quinto anno consecutivo. Fu l'unica stagione del decennio con un record positivo per i Bills e la loro ultima stagione con un record positivo fino al 2014.

## Roster
| Roster dei Buffalo Bills nel 2004 |
| --- |
| Quarterback - 11 Drew Bledsoe - 7 J.P. Losman - 6 Shane Matthews Running Back - 35 Joe Burns - 20 Travis Henry - 21 Willis McGahee - 31 Daimon Shelton FB - 40 Shaud Williams Wide Receiver - 89 Sam Aiken - 83 Lee Evans - 80 Eric Moulds - 82 Josh Reed - 81 Bobby Shaw - 19 Jonathan Smith Tight End - 84 Mark Campbell - 87 Tim Euhus - 88 Ryan Neufeld Offensive Linemen - 75 Jonas Jennings T - 79 Dylan McFarland T - 71 Jason Peters T - 61 Mike Pucillo G - 72 Lawrence Smith G - 70 Trey Teague C - 65 Ross Tucker G - 58 Chris Villarrial G - 68 Mike Williams T Defensive Linemen - 69 Tim Anderson DT - 95 Sam Adams DT - 97 Justin Bannan DE - 92 Ryan Denney DT - 98 Ron Edwards DT - 90 Chris Kelsay DE - 94 Aaron Schobel DE Linebacker - 55 Angelo Crowell MLB - 59 London Fletcher MLB - 53 Mario Haggan OLB - 96 Jeff Posey OLB - 51 Takeo Spikes OLB - 57 Josh Stamer OLB Defensive Back - 26 Rashad Baker FS - 22 Nate Clements CB - 33 Jabari Greer CB - 24 Terrence McGee CB - 36 Lawyer Milloy SS - 25 Pierson Prioleau SS - 43 Izell Reese FS - 28 Kevin Thomas CB - 23 Troy Vincent FS - 37 George Wilson SS - 27 Coy Wire SS Special Team - 54 Jon Dorenbos LS - 9 Rian Lindell K - 8 Brian Moorman P |
| Legenda - I rookie sono in corsivo. - Il primo ruolo è il principale mentre gli eventuali successivi indicano i ruoli secondari. - (IR) sta per Injured Reserve ed indica la lista ristretta per un solo giocatore infortunato che può tornare ad allenarsi dopo la settimana 6 e a rientrare in prima squadra dopo che questa ha giocato 8 partite. - (NF-Inj.) / (NF-Ill.) stanno rispettivamente per Non-Football Injured e Non-Football Illness ed indicano le liste dove viene inserito un giocatore che ha un infortunio o una malattia non dipendente dal football americano. - (PUP) sta per Physically Unable to Perform ed indica la lista dove viene inserito un giocatore mentre è in attesa di recuperare la condizione fisica. Nella stagione regolare dopo la sesta partita giocata dalla propria squadra, il giocatore ha tempo tre settimane per riprendere ad allenarsi, più tre settimane aggiuntive dal suo rientro agli allenamenti per rientrare in prima squadra. |

Fonte:

## Calendario
| Stagione regolare |                    |                         |                    |                    |          |        |
| Turno             | Data               | Avversario              | Risultato          | TV ora             | Pubblico | Record |
| 1                 | 12 settembre 2004  | Jacksonville Jaguars    | s 13–10            | CBS 1:00pm         | 72,389   | 0–1    |
| 2                 | 19 settembre 2004  | at Oakland Raiders      | S 13–10            | CBS 4:15pm         | 53,610   | 0–2    |
| 3                 | Settimana di pausa | Settimana di pausa      | Settimana di pausa | Settimana di pausa |          |        |
| 4                 | 3 ottobre 2004     | New England Patriots    | S 31–17            | CBS 1:00pm         | 72,698   | 0–3    |
| 5                 | 10 ottobre 2004    | at New York Jets        | S 16–14            | CBS 4:05pm         | 77,976   | 0–4    |
| 6                 | 17 ottobre 2004    | Miami Dolphins          | V 20–13            | CBS 1:00pm         | 72,714   | 1–4    |
| 7                 | 24 ottobre 2004    | at Baltimore Ravens     | S 20–6             | CBS 1:00pm         | 69,809   | 1–5    |
| 8                 | 31 ottobre 2004    | Arizona Cardinals       | V 38–14            | FOX 1:00pm         | 65,887   | 2–5    |
| 9                 | 7 novembre 2004    | New York Jets           | V 22–17            | CBS 1:00pm         | 72,574   | 3–5    |
| 10                | 14 novembre 2004   | at New England Patriots | S 29–6             | ESPN 8:30pm        | 68,756   | 3–6    |
| 11                | 21 novembre 2004   | St. Louis Rams          | V 37–17            | FOX 1:00pm         | 72,393   | 4–6    |
| 12                | 28 novembre 2004   | at Seattle Seahawks     | V 38–9             | CBS 4:15pm         | 66,271   | 5–6    |
| 13                | 5 dicembre 2004    | at Miami Dolphins       | V 42–32            | CBS 1:00pm         | 73,084   | 6–6    |
| 14                | 12 dicembre 2004   | Cleveland Browns        | V 37–7             | CBS 1:00pm         | 72,330   | 7–6    |
| 15                | 19 dicembre 2004   | at Cincinnati Bengals   | V 33–17            | CBS 1:00pm         | 65,378   | 8–6    |
| 16                | 26 dicembre 2004   | at San Francisco 49ers  | V 41–7             | CBS 4:05pm         | 63,248   | 9–6    |
| 17                | 2 gennaio 2005     | Pittsburgh Steelers     | S 29–24            | CBS 1:00pm         | 73,414   | 9–7    |

## Classifiche
| AFC East                 |    |    |   |      |     |      |     |     |     |
|                          | V  | S  | P | %    | DIV | CONF | PF  | PS  | STR |
| (2) New England Patriots | 14 | 2  | 0 | .875 | 5–1 | 10–2 | 437 | 260 | V2  |
| (5) New York Jets        | 10 | 6  | 0 | .625 | 3–3 | 7–5  | 333 | 261 | S2  |
| Buffalo Bills            | 9  | 7  | 0 | .563 | 3–3 | 5–7  | 395 | 284 | S1  |
| Miami Dolphins           | 4  | 12 | 0 | .250 | 1–5 | 2–10 | 275 | 354 | S1  |